# San Pedro Clavert FC
San Pedro Clavert Fútbol Club ist ein äquatorialguineischer Fußballverein aus Ebebiyín.

## Geschichte
Der größte Erfolg des Vereines war der zweite Platz in der nationalen Meisterschaft 2006. Damit qualifizierten sie sich für den CAF Confederation Cup 2007, wo sie aber in der ersten Runde scheiterten.

## Statistik in den CAF-Wettbewerben
| Saison | Wettbewerb            | Runde    | Land   | Verein                 | Heim | Auswärts |
| ------ | --------------------- | -------- | ------ | ---------------------- | ---- | -------- |
| 2007   | CAF Confederation Cup | 1. Runde | Angola | Sport Luanda e Benfica | 1:5  | 0:2      |